# Presse (Fertigungsmaschine)

Presse mit Säulenführung

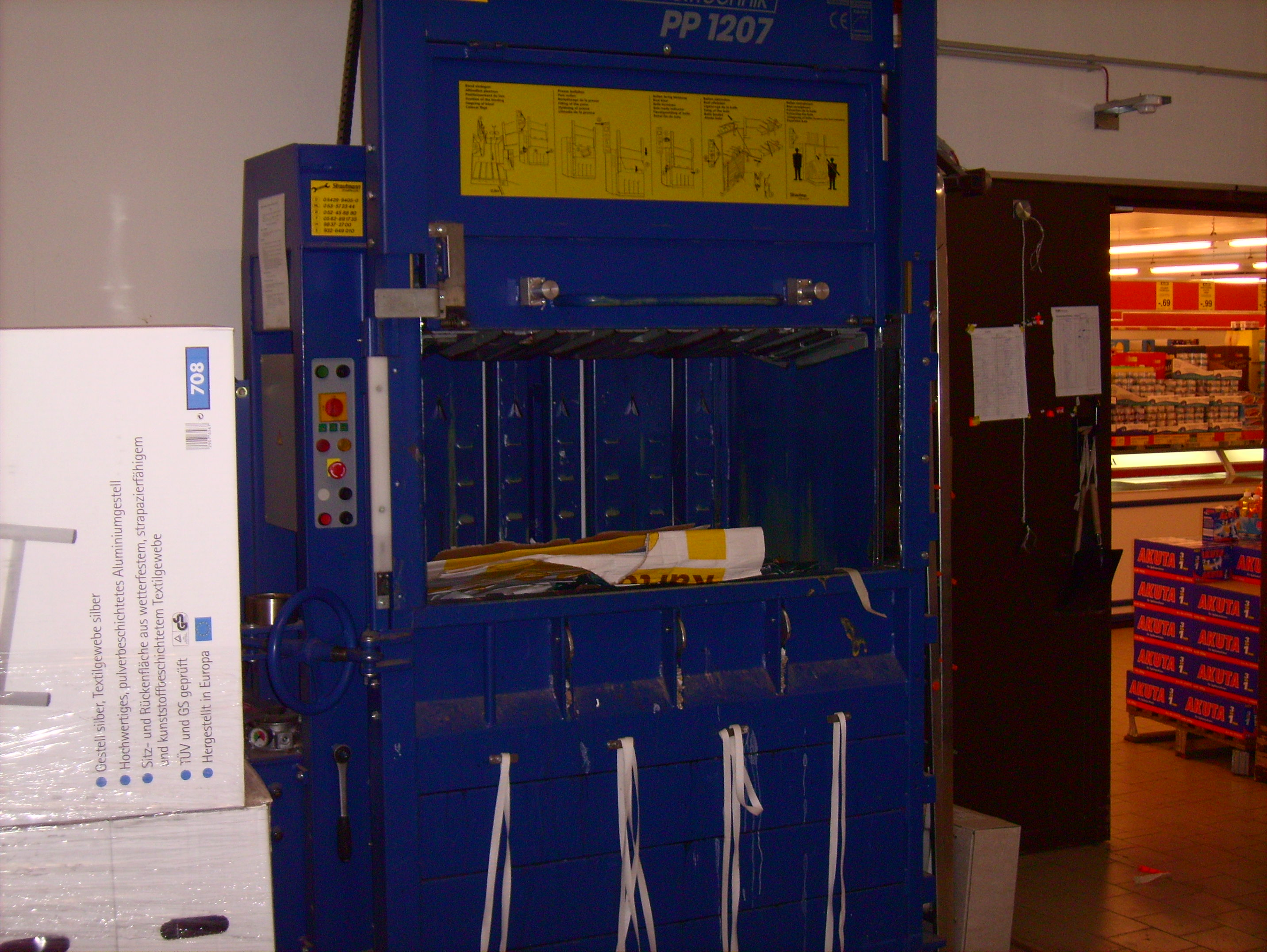
Kartonagepresse

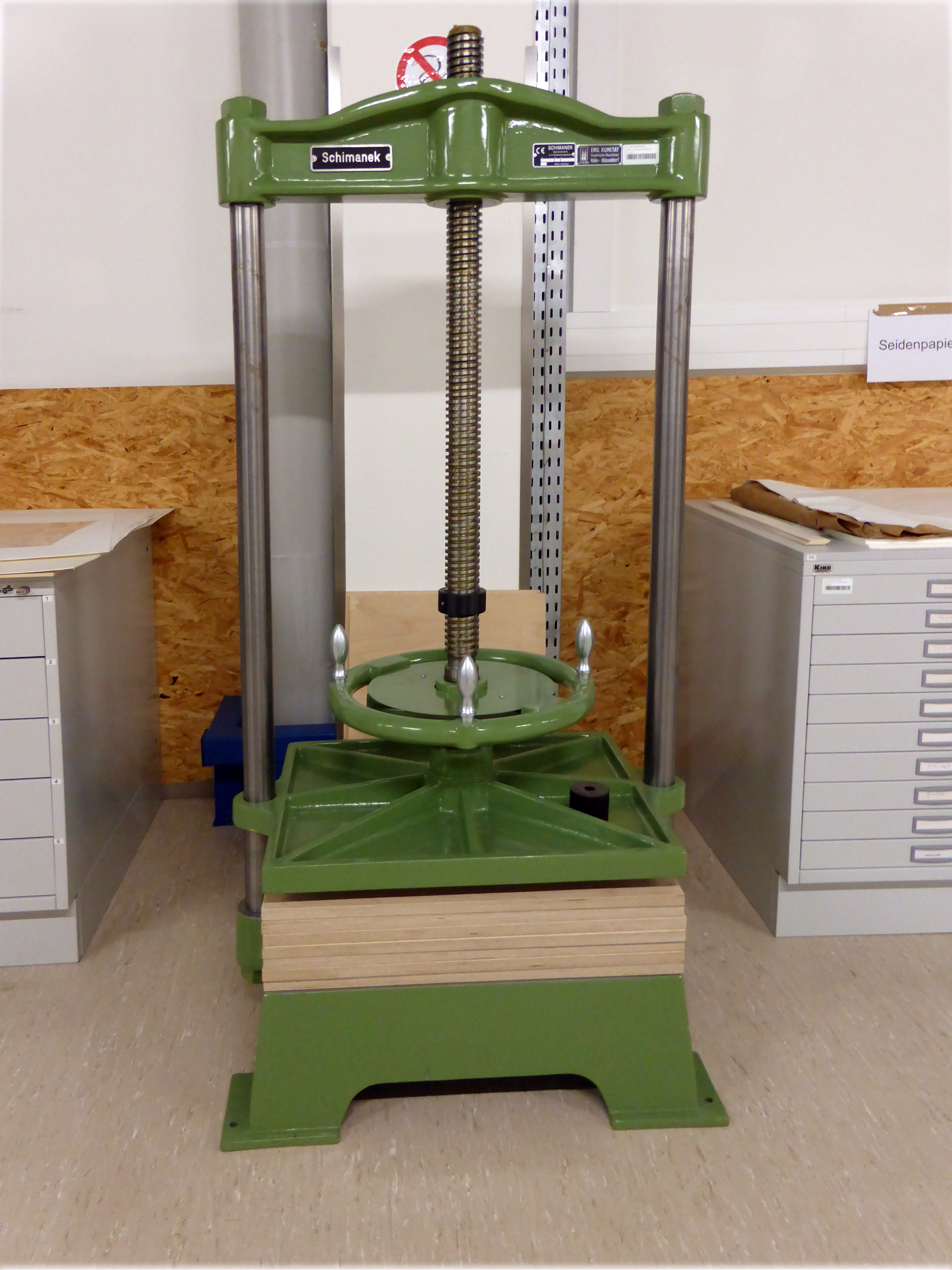
Glätt- und Packpresse

Pressen zählen zu Umformmaschinen mit geradliniger Relativbewegung der Werkzeuge.

## Einteilung
Es gibt vielfältige Möglichkeiten, Pressen einzuteilen. Die wichtigsten Einteilungskriterien für Pressen sollten allerdings die sein, nach denen man die Brauchbarkeit von Pressen für bestimmte Aufgaben ableiten kann. Da der Begriff „Presse“ auch in der Technik weitreichend ist, sollte man diesen näher präzisieren. Es werden z. B. Geräte zum Schließen und Zuhalten von Werkzeugen verwendet, die folgerichtig „Schließeinheiten“ heißen und in der Kunststoffspritzgießtechnik zur Anwendung gelangen. Diese sind aber im Prinzip nichts anderes als Pressen, die nur in ihrem Arbeitspunkt längere Zeit verweilen. Des Weiteren können auch Hämmer bzw. Hammerwerke im weitesten Sinne zu den Pressen gezählt werden, wenn diese z. B. beim Schmieden zur Anwendung gelangen. Zumindest ist in beiden Fällen ein fließender Übergang von der einen zur anderen Bezeichnung zu beobachten.
In Pressen können eine Reihe von Fertigungsverfahren aus den Fertigungshauptgruppen nach DIN 8580 (Urformen, Umformen, Fügen, Beschichten, Trennen und Stoffeigenschaften ändern) durchgeführt werden. Beispiele hierfür sind
- Fügen:  Einpressen von Buchsen,
- Trennen:  Schneiden von Blechbändern und Coils,
- Umformen: Tiefziehen von Getränkedosen,
- Urformen: Pressen von Pulvern zu Körpern, die einem nachfolgenden Sinterprozess zugeführt werden sollen.

Allein diese Vielzahl von grundsätzlichen Aufgabenfeldern zeigt, wie vielfältig die Funktionen von Pressen in der Technik sein müssen.
Die maximale Pressenkraft, die im Arbeitspunkt wirksam werden soll, ist ebenfalls ein wichtiges Kriterium. Nach diesem richtet sich natürlich auch die Baugröße einer solchen Presse. Es gibt allerdings Pressenarten, die aufgrund der zugrundeliegenden Physik eine nahezu unendliche Pressenkraft, unabhängig von der Antriebskraft erzeugen können. Diese Pressenarten sind in der Lage, sich selbst zu zerstören und müssen dagegen durch Überlastsicherungsmethoden geschützt werden. Zu nennen sind hier alle Exzenterpressen, die Kurbelpressen und die Kniehebelpressen.
Ein sehr wichtiges Unterscheidungskriterium ist die Zugänglichkeit und auch die Steifigkeit der jeweiligen Pressenart. Relativ offene Pressengestellbauformen ermöglichen eine sehr gute Zugänglichkeit des Arbeitsraums. Diese offene Bauweise vermindert allerdings die Steifigkeit der Pressen und ein Auffedern (elastische Verformung) kann leicht dazu führen, dass diese Bauform nicht gewählt werden darf.
Die Arbeitsgeschwindigkeit einer Presse hängt von der jeweiligen Pressenart ab. So kann eine hydraulische Presse über den gesamten Hub eine nahezu gleichbleibende und oftmals sogar steuerbare Arbeitsgeschwindigkeit aufweisen. Exzenter- und Kurbelpressen zeigen in ihren Totpunkten, also im höchsten Umkehrpunkt OT und ganz unten im Arbeitspunkt UT eine sehr niedrige Arbeitsgeschwindigkeit. Da z. B. das Tiefziehen von Bauteilen nur mit nicht zu großen Geschwindigkeiten erfolgen darf, sind auch für dieses Verfahren nur einige Pressenarten brauchbar.
Betrachtet man Exzenter- und Kurbelpressen, muss man feststellen, dass diese Pressenarten nur ca. 30° vor UT hinreichend kräftig sind. Das hat zur Folge, dass bei diesen beiden Pressenarten der Arbeitshub mindestens 15 Mal so groß sein muss wie der Arbeitsweg, der benötigt wird.
Weiterhin ist die Fähigkeit dieser beiden Pressenarten, im Dauerhub eingesetzt zu werden, begrenzt. Es muss vermieden werden, dass eine Presse im Einsatz nach einigen Hüben immer langsamer werdend zum Stillstand gelangt. Man spricht vom Arbeitsvermögen bei Dauerhub. Das jeweilige Arbeitsvermögen muss natürlich größer als der Arbeitsbedarf sein, der vom jeweiligen Arbeitsprozess abhängig ist.
Da Pressen bei manchen Schneidwerkzeugen im Dauerhub bis zu 600 Hübe in der Minute schnell eingesetzt werden müssen, müssen gerade diese sehr schnell auskuppelbar sein, d. h. der Antrieb muss so schnell wie möglich außer Betrieb gesetzt werden. Das kann nicht über Abbremsen geschehen, da der Nachlauf etliche Hübe lang dauert. Derartige Werkzeugsysteme werden elektronisch überwacht und ein Fehler, der zu einer Zerstörung des Werkzeugs führen kann, wird direkt in einen Stellbefehl gewandelt, der die Kupplung auskuppeln lässt.
Die Anzahl unabhängig oder auch abhängig voneinander bedienbarer Pressenstößel beeinflusst ebenfalls die Verwendbarkeit bestimmter Pressenarten.
Auch die Einstellbarkeit des Arbeitspunktes und des Arbeitsweges sind wichtige Kriterien beim Aussuchen geeigneter Pressenarten.
Je nach Art der Kraft- und Energiebereitstellung lassen sich Pressen in drei unterschiedliche Kategorien einteilen.

### Weggebundene Pressen
Bei den weggebundenen Pressen ist der Weg des Maschinenstößels (Bär) durch die Kinematik des Hauptgetriebes der Maschine festgelegt. Der Antrieb der Presse erfolgt über einen Elektromotor, welcher ein Schwungrad antreibt. Dieses Schwungrad gibt die Energie über eine Kupplungs- / Bremskombination an das Hauptgetriebe ab. Der Energiebedarf für ein Arbeitsspiel wird zum größten Teil aus der Energie des Schwungrades gedeckt. Weggebundene Pressen werden laut DIN so ausgelegt, dass die Nennkraft {\displaystyle F_{\text{N}}} bei einem Kurbelwinkel von 30° vor dem unteren Totpunkt (UT) anliegt. Je weiter man sich Richtung 0° Kurbelwinkel bewegt, desto größer wird die zur Verfügung stehende Kraft. Da bei einem Kurbelwinkel von 0° die Kraft praktisch über alle Grenzen wachsen könnte, benötigen diese Maschinen eine Überlastsicherung. Je nach Art des Hauptgetriebes können weitere Unterscheidungen getroffen werden. Dort wird zwischen Pressen mit Kurvengetrieben und Pressen mit Kurbelgetrieben unterschieden. Von größerer technischer Bedeutung sind jedoch Maschinen mit Kurbelgetrieben.

#### Kurbelgetriebe

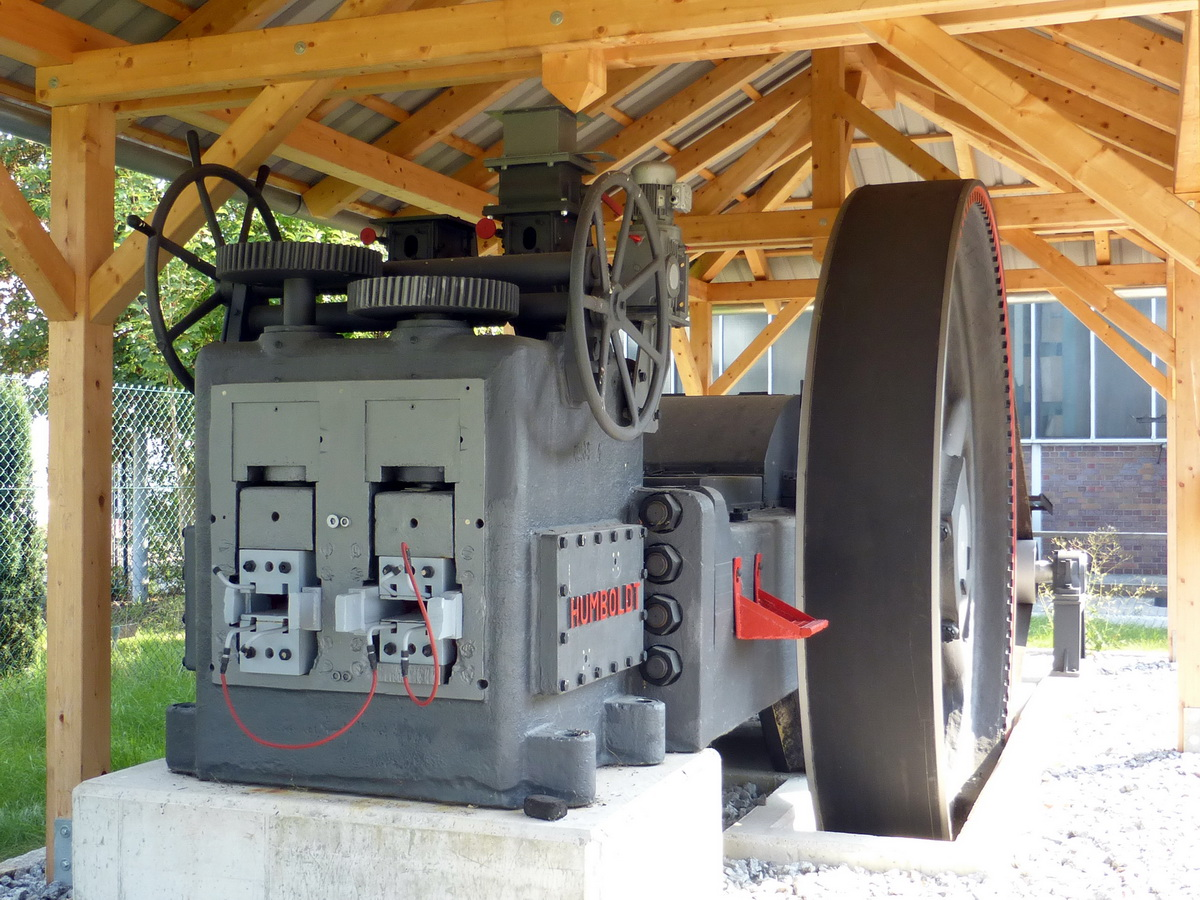
In Wackersdorf ausgestellte alte Brikettpresse

Kurbelgetriebe, auch Hubgetriebe genannt, lassen sich ihrerseits wieder in einfache Kurbelgetriebe und erweiterte Kurbelgetriebe unterteilen. Zu den einfachen Kurbelgetrieben zählt ein Schubkurbelgetriebe. Als erweiterte Getriebe bezeichnet man ein Schubkurbel-Kniehebel-Getriebe und ein Lenkhebelgetriebe. Jedes dieser Getriebe besitzt einen charakteristischen Verlauf von Stößelkraft und Stößelgeschwindigkeit. Beide Größen sind vom jeweiligen Kurbelwinkel abhängig.

#### Kurvengetriebe
Kurvengetriebe haben eine sehr geringe Bedeutung im Pressenbau. Sie werden lediglich für kleine Pressen mit geringen Nennkräften eingesetzt. Jedoch lässt sich nahezu jeder gewünschte Kraft-Weg-Verlauf mit ihnen darstellen.

#### Beispiele
- Exzenterpresse
- Kurbelpresse
- Kniehebelpresse

#### Anwendungen
- Stanzen
- einfaches Tiefziehen
- Schmieden (Schmiedepressen)

### Energiegebundene Pressen

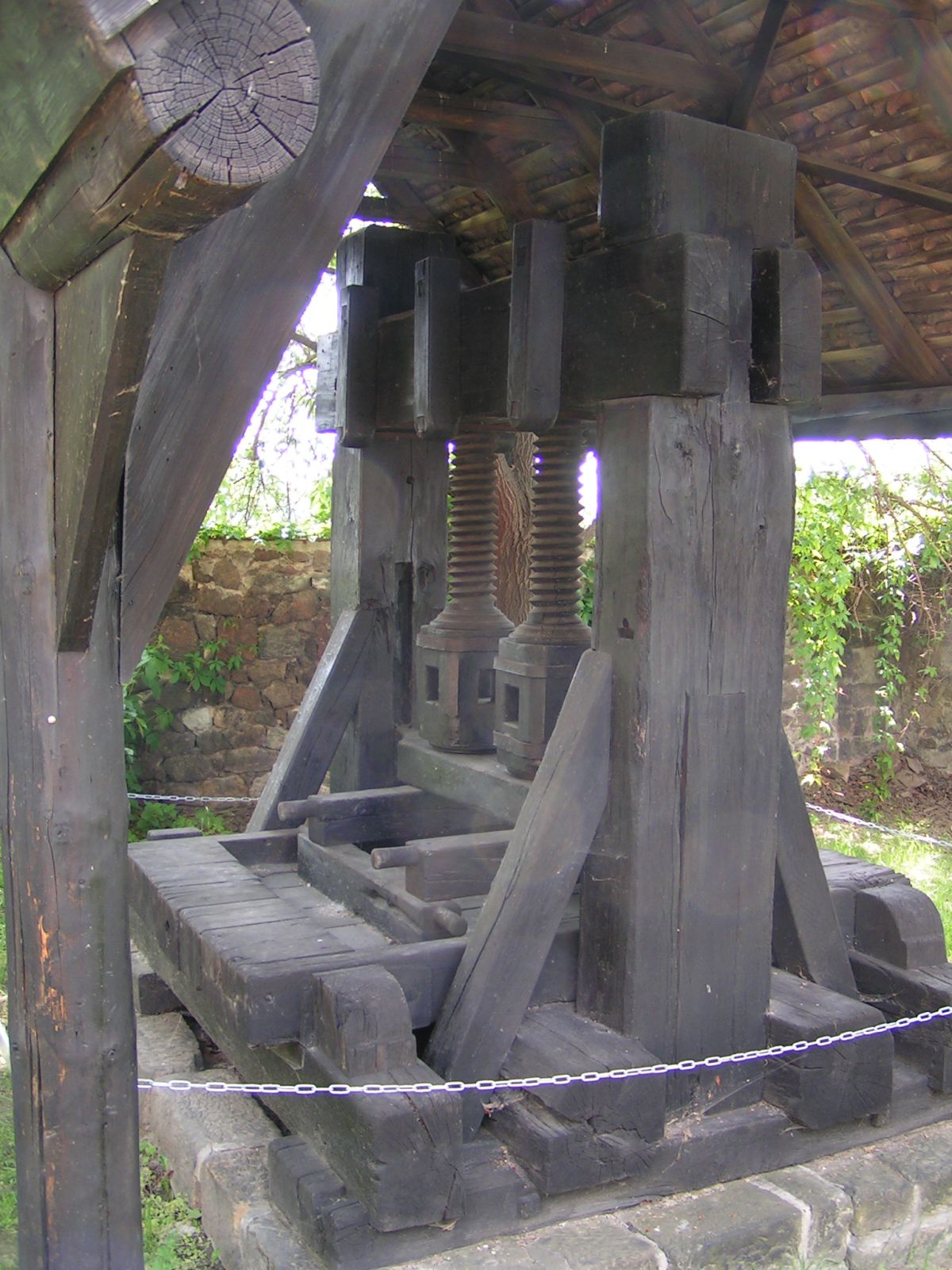
Historische Weinpresse

Dies ist die älteste Bauart von Pressen. Sie wurde als Erstes entwickelt und eingesetzt.
Das Arbeitsvermögen dieses Maschinentyps hängt nur von der Masse und der Geschwindigkeit, mit welcher die Masse auf das Werkstück trifft, ab. Die gesamte gespeicherte Energie wird bei jedem Arbeitsspiel vollständig umgesetzt. Die spezifische Kenngröße der arbeitsgebundenen Maschine ist ihre Arbeitsenergie, die zu Anfang der Umformoperation in der Maschine gespeichert ist.

#### Beispiele
- Fallhammer
- Spindelpresse
- Oberdruckhammer
- Gegenschlaghammer

#### Anwendungen
- Schmieden
- Prägen (z. B. Münzen)

### Kraftgebundene Pressen

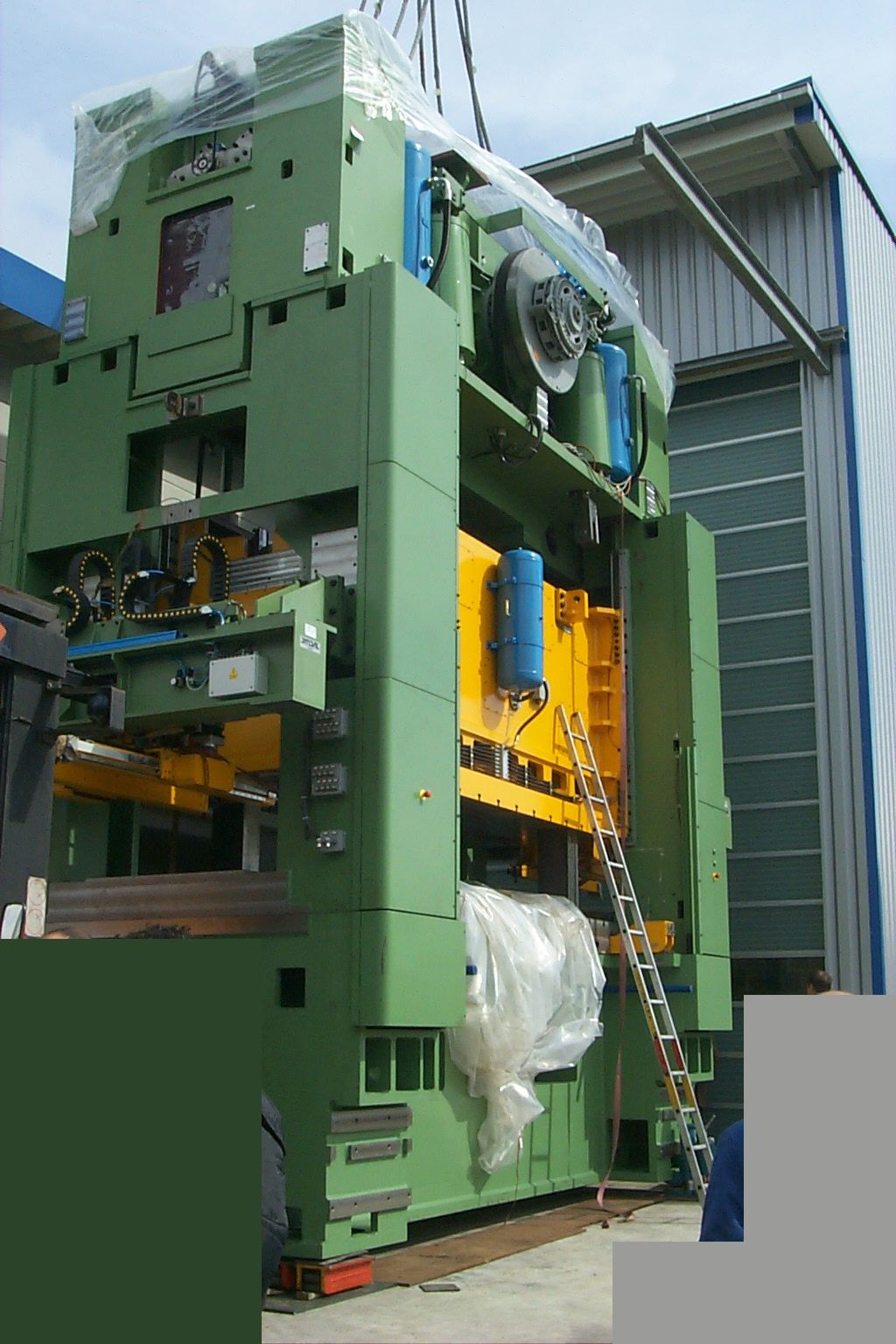
Mechanische Exzenterpresse

Kraftgebundene Pressen arbeiten heute nach dem hydrostatischen Prinzip. Vorläufer sind z. B. Keilpressen. Bei hydrostatischen Pressen wird die im Druckmedium gespeicherte Energie mit Hilfe von Zylindern in mechanische Energie umgewandelt. Ebenso wie weggebundene Pressen benötigen auch diese Maschinen eine Überlastsicherung um eine Beschädigung der Maschine zu vermeiden. Ein weiteres Unterscheidungsmerkmal stellt die Art des Antriebs dar.

#### Direkter Pumpenantrieb
Bei dieser Antriebsart muss die Pumpe auf den größtmöglichen Leistungsbedarf der Presse hin ausgelegt werden. Dies hat zur Folge, dass sehr leistungsstarke Pumpen benötigt werden, um diese Pressen anzutreiben. Wegen der voranschreitenden Automatisierung und der damit einhergehenden Hubzahlsteigerungen werden jedoch immer mehr Pressen mit direktem Pumpenantrieb ausgerüstet.

#### Indirekter Pumpenantrieb
Im Gegensatz zum direkten Pumpenantrieb werden hier Speicher verwendet, um Druck zu speichern. Dadurch muss die Pumpe nur noch auf eine mittlere Leistung hin ausgelegt werden. Ein weiterer Vorteil dieser Speicher ist Dämpfung von Druckspitzen im System.

#### Beispiel
- Hydraulikpresse
- Pneumatikpresse

#### Anwendungen
- Tiefziehen schwieriger Teile
- Try-out
- Strangpressen

## Gestellbauformen

### C-Gestell
Diese Gestellbauart wird überwiegend bei kleinen bis mittleren Pressen eingesetzt. Grundsätzlich muss zwischen zwei Grundarten unterschieden werden: C-Gestell in Einständerbauweise und C-Gestell in Doppelständerbauweise. Letzteres bietet eine erhöhte Steifigkeit, was sich positiv auf die Qualität der gefertigten Teile auswirkt.

#### Vorteile
- gute Zugänglichkeit des Arbeitsraumes
- einfacher Aufbau
- kostengünstig

#### Nachteile
- asymmetrische Auffederung
- nur bis zu mittelhohen Kräften einsetzbar (ca. 4000 kN)

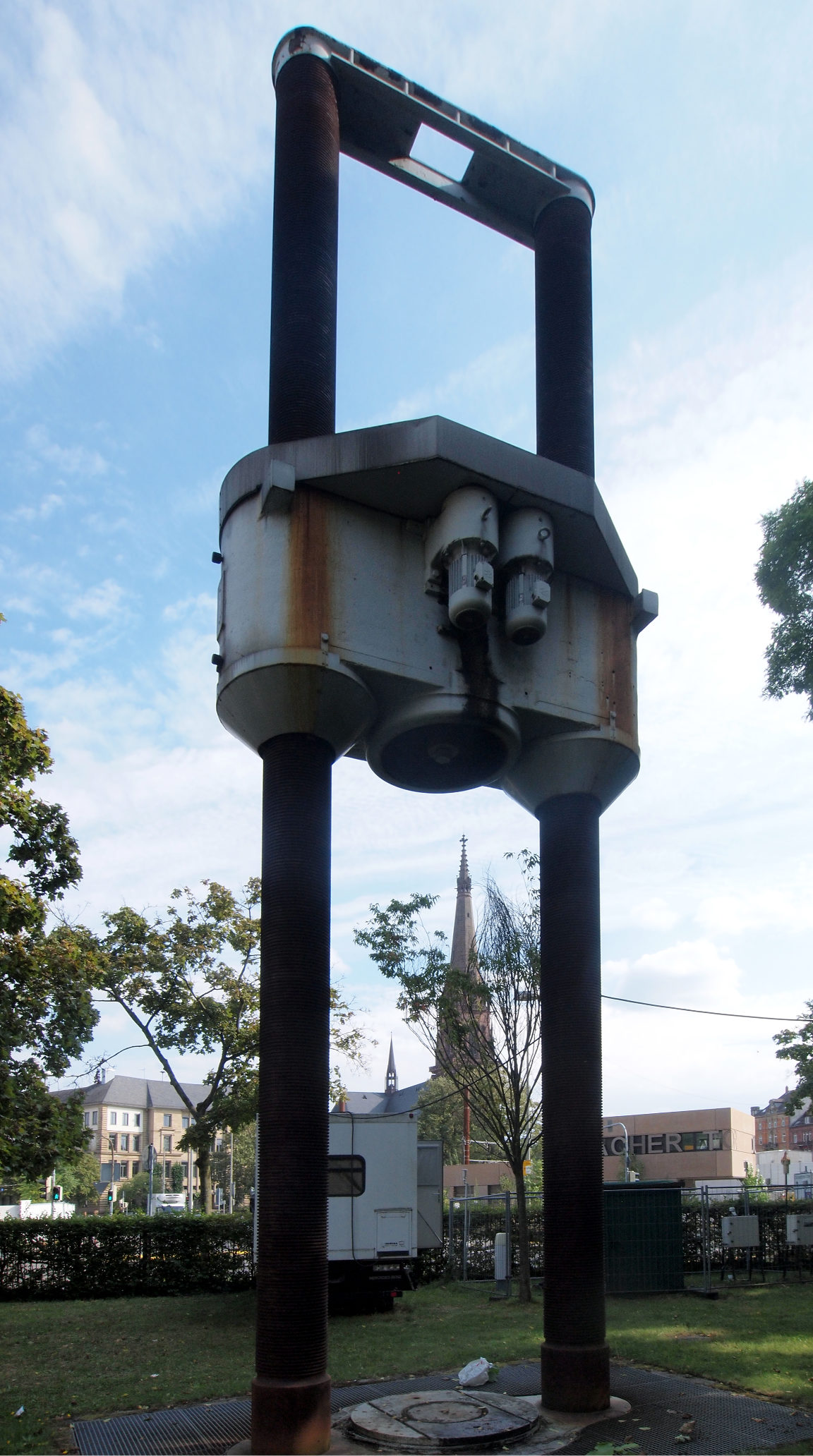
5000-t-Prüfpresse von 1942

### O-Gestelle
Anders als C-Gestelle eignet sich diese Gestellform für Pressen aller Größen. Hier kann zwischen Gestellen in Zweiständerbauform und Gestellen in Säulenbauform unterschieden werden. Bei ersterer Form besteht das Gestell aus einem einzigen Gussblock. Säulengestelle sind in der Regel mehrteilig ausgeführt und über Zuganker vorgespannt. Diese Zuganker verhindern das Auftreten von Lücken zwischen den einzelnen Bauteilen, infolge der Zugbelastung des Gestells während des Umformvorgangs.

#### Vorteile
- symmetrische Auffederung
- für alle Kraftbereiche einsetzbar
- höhere Genauigkeit der Bärführung

#### Nachteile
- aufwändige Herstellung
- schlechte Zugänglichkeit des Arbeitsraumes

### Gestellwerkstoffe
Die Ausführung der Gestelle erfolgt in verschiedenen Werkstoffen. Früher wurden Gestelle meist aus Grauguss oder Stahlguss hergestellt. In der jüngeren Vergangenheit kommen immer mehr Pressen mit Stahlblechschweißkonstruktion zum Einsatz. Grauguss besitzt neben den Vorteilen einer hohen Schwingungsdämpfung und guten Gießeigenschaften aber die großen Nachteile eines niedrigen E-Moduls und einer niedrigen Verschleißfestigkeit. Im Gegensatz dazu hat Stahlguss einen deutlich höheren E-Modul. Jedoch ist die Bearbeitung von Stahlguss wesentlich aufwändiger als jene von Grauguss. Den höchsten E-Modul und somit höchste Steifigkeit bieten jedoch Schweißkonstruktionen aus Stahlblech. Diese wiederum besitzen jedoch nur geringe Dämpfungseigenschaften und benötigen meist Verrippungen um die maximale Steifigkeit zu erzielen.
Stahlgestelle haben wegen der Verwendung des Werkstoffs Stahl die unangenehme Eigenschaft Schwingungen nicht hinreichend zu dämpfen. Bei Gussgestellen bestimmter Gusssorten (Grauguss z. B. EN-GJL300, früher GG 30, Kugelgraphitguss z. B. EN-GJS500, früher GGG 50) kann die niedrige Belastbarkeit auf Zug, die bei diesen Werkstoffen zu beobachten ist, dadurch kompensiert werden, dass man die Gestelle durch Zuganker aus Stahl vorspannt. Das sind Stangen mit hinreichendem Querschnitt, die wie sehr große Schrauben zu betrachten sind und die durch die Holme der Presse geführt werden. Die müssen bei unbelasteter Presse kräftig angezogen werden. Die tragenden Bauteile des Pressengestells stehen im unbelasteten Zustand dadurch unter Druckspannungen. Die o. g. Gusssorten können Druckspannungen hinreichend gut vertragen. Arbeitet die Presse, bauen die entstehenden Arbeitskräfte die Druckspannungen teilweise oder auch ganz ab. Dadurch wird erreicht, dass auch Gussgestelle in Pressen verbaut werden können. Der geringen Verschleißfestigkeit von Gussgestellen wird dadurch entgegengewirkt, dass alle führenden Oberflächen durch entsprechend gehärtete Stahlschienen erzeugt werden, die mit dem Gestell verbunden sind.

## Kenngrößen von Pressen
Die Beurteilung von Pressen geschieht anhand von Kenngrößen, welche die Maschine charakterisieren. Es werden drei Gruppen von Kenngrößen unterschieden: Kraft- und Energiekenngrößen, Zeitkenngrößen und Genauigkeitskenngrößen. Diese Kenngrößen müssen mit den Anforderungen des Umformvorgangs, für den die Maschine eingesetzt werden soll, verglichen werden. Dieser Vergleich ermöglicht eine Beurteilung über die Tauglichkeit der Presse für den betrachteten Vorgang.

### Kraft- und Energiekenngrößen
| Formelzeichen                      | Erläuterung / Beschreibung                                                                                        |
| ---------------------------------- | --- |
| {\displaystyle F_{\text{St}}\,}    | Stößelkraft, wird von Maschine zu jedem Zeitpunkt des Vorgangs zur Verfügung gestellt                             |
| {\displaystyle F_{\text{N}}\,}     | Nennkraft, Kraft, welche für die Auslegung der Maschine maßgebend ist                                             |
| {\displaystyle F_{\text{Prell}}\,} | Prellkraft, Kraft, welche bei höchster Auftreffgeschwindigkeit erzeugt wird (nur bei arbeitsgebundenen Maschinen) |
| {\displaystyle E_{\text{M}}\,}     | Arbeitsvermögen der Presse                                                                                        |
| {\displaystyle E_{\text{N}}\,}     | Nennarbeitsvermögen, Arbeitsvermögen, das für ein Arbeitsspiel maximal zur Verfügung steht                        |

### Zeitkenngrößen
| Formelzeichen                   | Erläuterung / Beschreibung                                       |
| ------------------------------- | ---------------------------------------------------------------- |
| {\displaystyle t_{\text{H}}\,}  | Hubfolgezeit, Zeit, bis die Maschine für nächsten Hub bereit ist |
| {\displaystyle n_{\text{H}}\,}  | Hubzahl, Schlagzahl, Kehrwert von {\displaystyle t_{\text{H}}\,} |
| {\displaystyle v_{\text{St}}\,} | Stößelgeschwindigkeit                                            |

### Genauigkeitskenngrößen
|                      | Erläuterung / Beschreibung                                                                                    |
| -------------------- | --- |
| Unbelastete Maschine | Ebenheit und Parallelität der Werkzeugaufspannflächen, Rechtwinkligkeit der Stößelbewegung zur Tischfläche    |
| Belastete Maschine   | {\displaystyle c_{\text{Z}}\,} Steifigkeit in Arbeitsrichtung                                                 |
| Belastete Maschine   | {\displaystyle c_{\text{kA}}\,} Kippsteifigkeit                                                               |
| Belastete Maschine   | {\displaystyle V_{\text{gesX}}\,} und {\displaystyle V_{\text{gesY}}\,} Versatz senkrecht zur Arbeitsrichtung |

### Sicherheit
Bei gewerblich eingesetzten kraftbetriebenen Pressen in Deutschland ist eine jährliche Sicherheitsüberprüfung nach UVV-Prüfung (nach Richtlinien der Berufsgenossenschaften) in Verbindung mit den VDE-Vorschriften vorgeschrieben.
Das Tragen einer Schutzbrille bei der gewerblichen Bedienung ist Voraussetzung ordnungsgemäßen Betriebs.
Die Unfallverhütungsvorschriften (Schutzgitter, Zweihandbedienung, Lichtvorhänge und Ähnliches) wurden im Laufe der Jahrzehnte ständig weiterentwickelt und präzisiert. Hierdurch ist die Anzahl der Unfälle mit Pressen erheblich gesenkt worden.